# Alfonso Vilallonga
Alfonso Vilallonga (Barcelona, 22 de agosto de  1962) es el nombre artístico de Alfonso de Vilallonga i Serra o más conocido como Alfonso de Vilallonga, barón de Maldá y Maldanell y barón de Segur. Alfonso Vilallonga es, además de cantante, compositor y actor español.

## Biografía
Nacido de una familia de la nobleza barcelonesa, entre los miembros de la cual destaca su tío, el escritor José Luis de Vilallonga. Doctorado en Música por el Berklee College of Music de Boston, donde elaboró sus primeras composiciones y su primer espectáculo de canciones de Jacques Brel, Édith Piaf, Frank Sinatra, George Gershwin y Cole Porter. Aparte de su repertorio propio, ha compuesto las bandas sonoras de las siguientes películas: Cosas que nunca te dije (1996), A los que aman (1998), Mi vida sin mí (2002) y Ayer no termina nunca (2013) de Isabel Coixet, Mi dulce de Jesús Moral (2000), Haz conmigo lo que quieras de Ramón de España (2003), Horas de luz de Manolo Matji (2004), Princesas de Fernando León (2005), Transsiberian de Brad Anderson (2008) y Blancanieves (2012) de Pablo Berger, por la que ganó el premio Goya a la mejor música original, y La Librería (2017), nuevamente de Isabel Coixet, película para la que compone también dos canciones interpretadas por la cantante británica Ala.ni.
Conocido sobre todo por sus canciones, que destilan ironía, ternura y romanticismo, y por sus personalísimas bandas sonoras (en especial las compuestas para Isabel Coixet).
Sobre el procés compuso y cantó una cançoneta satírica titulada La Complanta dels Burgesos Oprimits ('La Queja de los Burgueses Oprimidos') que subió a YouTube y que fue «ignorada y ninguneada en la Cataluña oficial».

### Trayectoria
En 1980 lanza su primer álbum, "Cualquier tiempo pasado", como parte del dúo Alfonso y Cristina, teniendo como compañera a su hermana. El sencillo que se extrajo del álbum fue "Sueña un poquitín en mí", que gozó de cierta repercusión en la época. 
Posteriormente Vilallonga se forma musicalmente en el Berklee College of Music de Boston, donde obtiene el Doctorado en Música. Empieza componiendo en inglés y monta el espectáculo Continental Cabaret con canciones de Brel, Piaf, Frank Sinatra, Gershwin y Cole Porter, donde de manera progresiva va introduciendo repertorio propio. Posteriormente el grupo pasa a llamarse The Cabaret Rose. Es en Boston donde consigue el Encore Award al mejor vocalista de cabaret-teatro y donde salen a la luz sus dos primeros discos: At the Edge y The end of an Era (Blue Jay Records, 1990-92). 
Dos años más tarde se prodiga en Nueva York con The Cabaret Rose donde obtiene el reconocimiento de la profesión, la crítica y el público como cantante y showman. Con el espectáculo El pulpo en el garage, que presenta en el Festival de Teatro Internacional de Sitges, se introduce en el teatro musical. 
En 1995 graba su primer disco en castellano Bugui del conformista (Betibú, 1996) y lo presenta en el Festival Grec'95 de Barcelona, Festimad y en el Café del Foro de Madrid. 
En 1996 interpreta a Voltaire en el musical Candide de Bernstein en el Teatro Romea de Barcelona y ese mismo año compone la banda sonora del largometraje Cosas que nunca te dije de Isabel Coixet. 
En 1997 escribe e interpreta junto Al Alimón Teatre la obra de teatro musical Societat anónima. Su trabajo consigue más difusión gracias a la popularidad alcanzada en el magazine televisivo Les 1000 i una, presentado por Jordi González, donde participa ininterrumpidamente como pianista y showman.
En 1999 escribe y codirige junto a Ernesto Collado el musical Turning Point que se estrena en Teatro Villarroel dentro del Festival Grec'99 de Barcelona y gana el Premio Especial de la Crítica Teatral 1999. 
En 2000 gira con el espectáculo Sombrillitas de entretiempo. Compone la música para la obra teatral Vacanze de Zoco Teatro. Saca su cuarto disco de canciones Cábala y Danza (G3G Records, 2000), y lo presenta en 2001 en Barcelona con el Cuarteto Cábala. Recibe el Premio FAD Sebastià Gasch por su aportación al mundo del espectáculo. 
Compone la banda sonora de la película Mi vida sin mi (Isabel Coixet, 2002). 
En 2003 compone el musical El hombre habitado (Lucerna, Suiza) y la banda sonora de Haz conmigo lo que quieras (Ramón de España). 
Actúa en el Cabaret del Fórum 2004 como maestro de ceremonias (rol que desarrolla frecuentemente) y cantante a dúo con la cantante canadiense Fabiola Toupin. 
Continua su labor como compositor de bandas sonoras con títulos como Horas de luz (Manolo Matji) y Princesas (Fernando León). 
En el 2005 compone la Cantata Adultus para L’Auditori de Barcelona.
Durante 2006 graba y presenta el disco En vivo y en directo de Alfonso Vilallonga & The Cabaret Rose. También realiza conciertos en Guadalajara (México), Hamburgo (Alemania) y por toda España. 
Su último espectáculo de chanson es Une soirée chez Vilallonga. 
En el 2008 compone la banda sonora de Transsiberian (Brad Anderson) 
En marzo de 2009 publica su álbum de canciones propias titulado Libérame.
En 2012 compone la banda sonora de Blancanieves (Pablo Berger) con la que obtiene el premio Goya y el premio Gaudí entre otros.
Compone también la BSO de la última película de Isabel Coixet Ayer no termina nunca.
En abril de 2013 presenta su disco de canciones propias Alphosphore Variations y en 2016 The Ballads.

## Influencias
Jacques Brel, Tom Waits, Nino Rota, Boris Vian, Kurt Weill, Freddie Mercury, Randy Newman, Édith Piaf, Thelonious Monk

## Discografía y trabajos

### Canciones (solista)
- The Ballads (2016)
- Alphosphore Variations (2013)
- Libérame (K Industria 2009)
- En vivo y en directo (G3G Records 2006)
- Adultus (Cantata, L'Auditori 2005)
- Cábala y danza (G3G Records 2000)
- Bugui del conformista (Betibú 1996)
- The end of an era (Blue Jay Records 1992)
- At the edge (Blue Jay Records 1990)

### Bandas sonoras (largometrajes)
• Robot Dreams (Pablo Berger 2023)
- La librería (Isabel Coixet 2017)
- Ayer no termina nunca (Isabel Coixet 2013)
- Blancanieves (Pablo Berger 2012)
- Transsiberian (Brad Anderson 2008)
- Princesas (Fernando León 2005)
- Horas de luz (Manolo Matji 2004)
- Haz conmigo lo que quieras (Ramón de España 2003)
- Mi vida sin mí (Isabel Coixet 2002)
- Mi dulce (Jesús Mora 2001)
- A los que aman (Isabel Coixet 1998)
- Cosas que nunca te dije (Isabel Coixet 1995)
- Inquisitor (Rachel Schaaf 1991, EE. UU.)

### Documentales
- En el corazón de la tortura (Isabel Coixet 2003)
- Madres de nadie (Montse Rodríguez 2003)

### Cortometrajes
- Tour (Marc Cistaré 2001)
- El sonajero (Elena Vilallonga 1998)

### Música para teatro
- 84 Charing Cross Road (Dir. Isabel Coixet 2004)
- El hombre habitado (Lucerna 2003)
- Canciones de Cabaret (Dir. Mario Gas 2002)
- El mirlo metálico (Con Ernesto Collado 2001)
- Vacanze (Zoco Teatro 2000)
- Turning Point (Musical) (Dir. Ernesto Collado 1999)
- A los ríos acaso ir sola (Dir. Federico Fazioli 1996)
- El pulpo en el garaje (Dir. Alfonso Vilallonga 1994)
- The End of an Era (Dir. Fran Charnes, Boston 1992, EE. UU.)
- A mall and some visitors (Beau Jest Moving Theatre, Boston 1991)
- At the Edge (Theatre Lobby, Boston 1990)

### Otros trabajos
- Qualsevol nit pot sortir el sol (arreglo musical Clausura Fórum 2004)
- Les 1000 i 1 (TV. Jordi González 1997-2000)
- Spot TV BMW Serie 3 Miles Edition (Alfonso Vilallonga interpreta a "K. Miles" 2009)

### Colaboraciones
- Musikain (Peter Schwalm 2006)
- Sesión continua (Antonio Serrano-Federico Lechner 2004)
- The Kids Collection of Greatest Classics (3) (2002)
- Superelvis
- Trienni Talp Club (Trienni 1999)
- Antártida (BSO John Cale 1995)
- Terence Trent D'Arby

### Actor de teatro
- El mirlo metálico (junto a Ernesto Collado 2000)
- Societat anónima (con Al Alimón Teatre 1997)
- Candide (de L. Bernstein / interpretando a Voltaire 1996, Francia)
- A los ríos acaso ir sola (Monólogos 1995)

## Premios
Medallas del Círculo de Escritores Cinematográficos
| Año  | Categoría    | Trabajo      | Resultado |
| ---- | ------------ | ------------ | --------- |
| 2012 | Mejor música | Blancanieves | Ganador   |
| 2023 | Mejor música | Robot Dreams | Ganador   |